# 전주향교
전주향교(全州鄕校)는 대한민국 전북특별자치도 전주시에 있는 조선 시대의 향교이다. 전주한옥마을 안에 위치해 있으며, 행정구역상의 주소는 전북특별자치도 전주시 완산구 향교길 139(교동1가 26-3)이다. 1992년 12월 24일 사적 제379호로 지정되었다.

## 개요
전주향교는 원래 고려(高麗) 공민왕(恭愍王) 3년(1354년)에 지어졌다고 전한다.
원래의 위치는 전주시 풍남동이었으나, 이곳 남쪽에 태종(太宗) 10년(1410년)에 태조(太祖)의 어진(御眞)을 봉안하는 경기전(慶基殿)이 지어지고, 세종(世宗) 23년(1441년) "글 외고 읽는 소리, 회초리를 치는 소리 등이 시끌벅적하여 끊이지 않으므로 태조의 영령을 편안히 모실 수 없다"는 이유로 전주성 서쪽으로 6, 7리 떨어진 황학대(黃鶴臺) 아래, 지금의 신흥중고등학교 부지로 옮겨 지었다(《사가집》).
현재의 위치는 임진왜란과 정유재란을 겪고 난 뒤인 선조(宣祖) 36년(1603년) 향교가 읍성(邑城)에서 멀고 전주천을 넘어 다니기 불편하며, 당시 객사(客舍)를 기준으로 좌측에 문묘(文廟), 우측에 사직단(社稷壇)이 있도록 규정한 옛 제도에 맞지 않다는 이유로 당시의 관찰사 장만(張晩)의 의논에 따라 다시 옮긴 것이다.
영조 43년(1767년) 전주에 2,300여 호가 불타는 화재가 발생했을 때, 경기전에 보관되어 있던 태조의 어진을 향교로 옮겨 봉안하였으며(《영조실록》), 동학농민운동 당시, 전주를 점령한 농민군에 의해 농민들을 모으는 주요 거점이 되기도 했다.
1949년 동 · 서무에 안치되어 있던 112개의 위패 가운데 동국 18현을 제외한 94위, 계성사의 5위 총 99위가 폄출되고, 남은 위패도 1950년 6.25 전쟁으로 인민군에 의해 아무렇게나 버려졌으며(버려진 위패는 그 해 8월에 이병은(李炳殷)이 몰래 수습하여 벽장 속에 숨겨두었다), 보관되어 있던 목판들이 불살라지기도 했다. 향교 건물도 인민위원회의 사무실과 마초지로 쓰이며 훼손되었다.
1952년 전주 유생들이 위성계(衛聖契)를 조직하여 성금을 거두어 향교를 수리하고, 위패도 다시 제작하였다.
1987년 당시 내무부 장관 김종호의 국고 지원과 전라북도지사 홍석표(洪晳杓)의 도비(道費) 지원으로 대성전과 동 · 서무를 해체 이후 복원하였으며, 계성사와 명륜당, 동 · 서재 일월문(日月門), 입덕문(入德門), 계성문, 중문 등을 중보수하고 지경문(持敬門)이 철거된 자리에 만화루(萬化樓)를 새로 지었으며, 장판각(藏版閣)을 지어서 보존해오던 희귀서적의 인쇄목판을 보관하였다.
1992년 12월 24일, 한국의 당시 문화부는 전주향교 일원을 사적 제379호로 지정하였다.
봄·가을에 석전을 거행하고, 초하루 · 보름에는 향을 피우는 의식을 올리고 있다.

## 갤러리

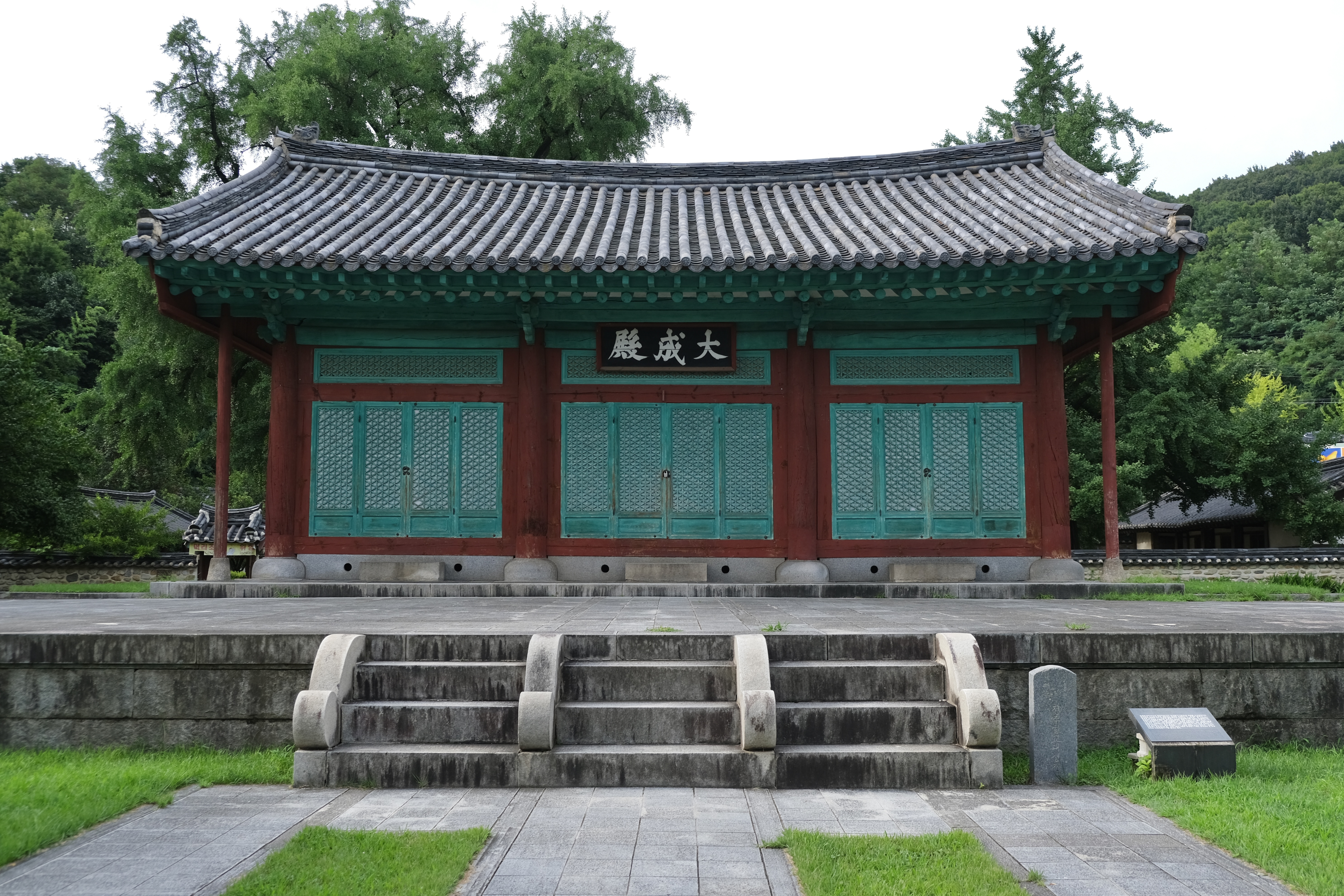
대성전
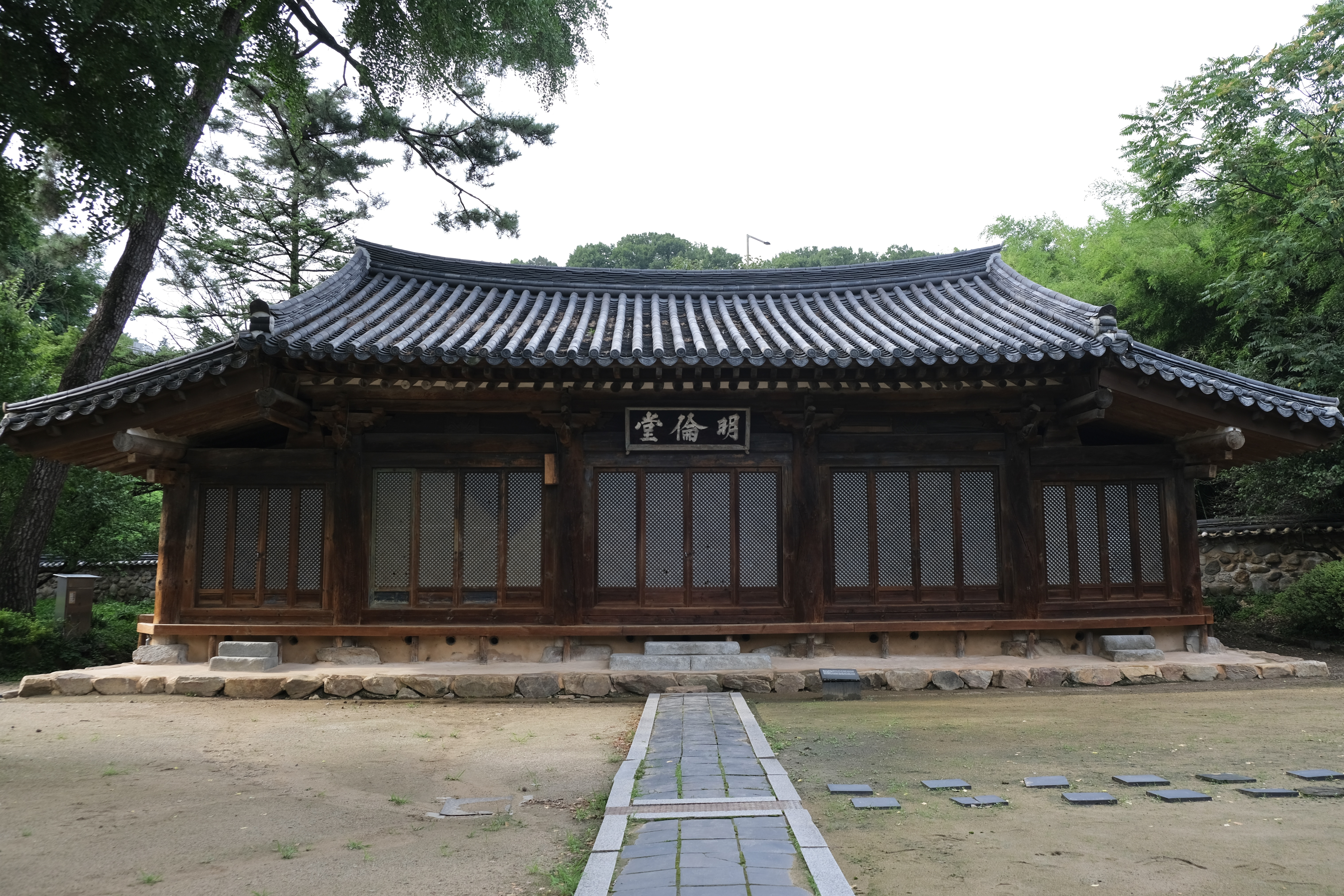
명륜당
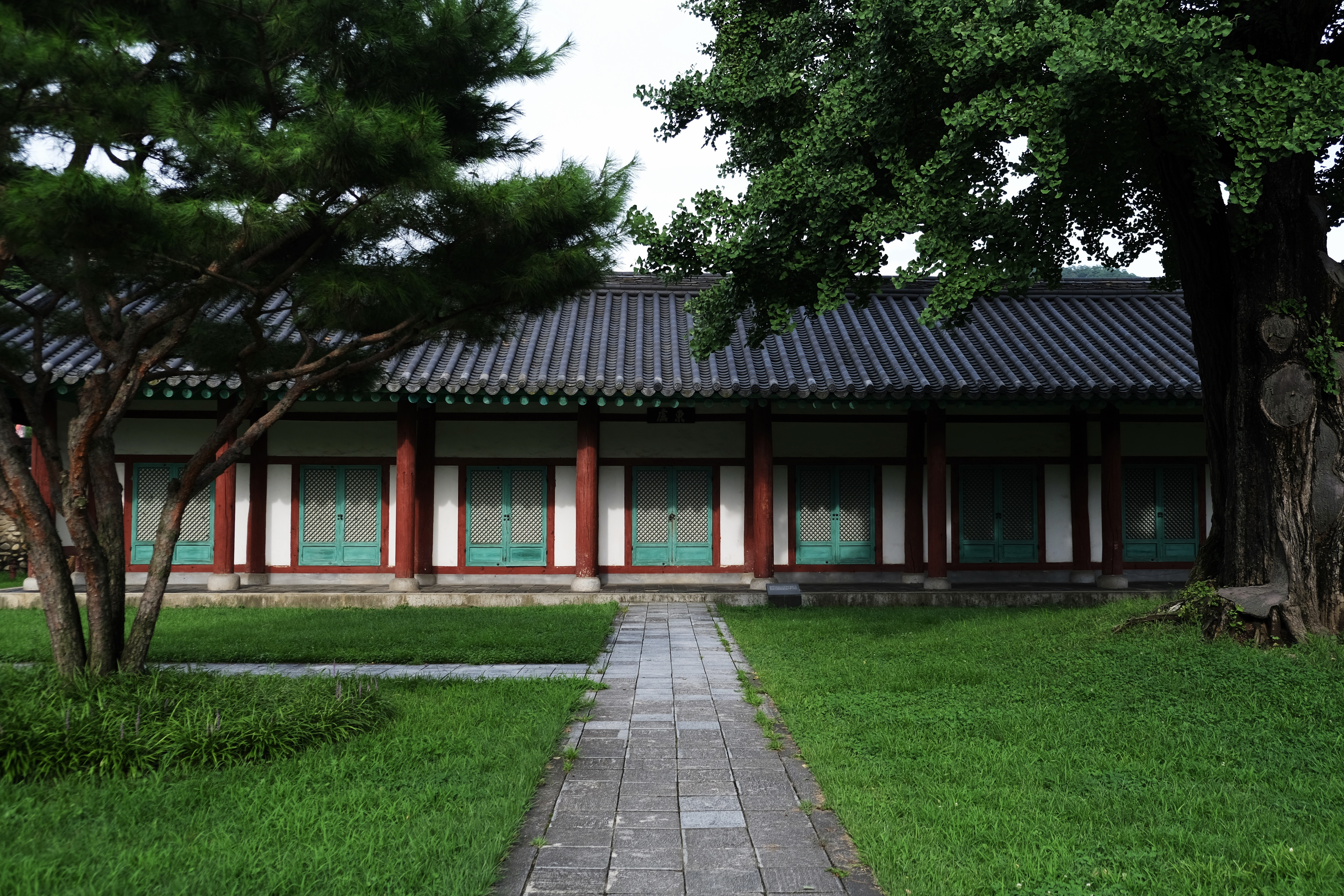
동무
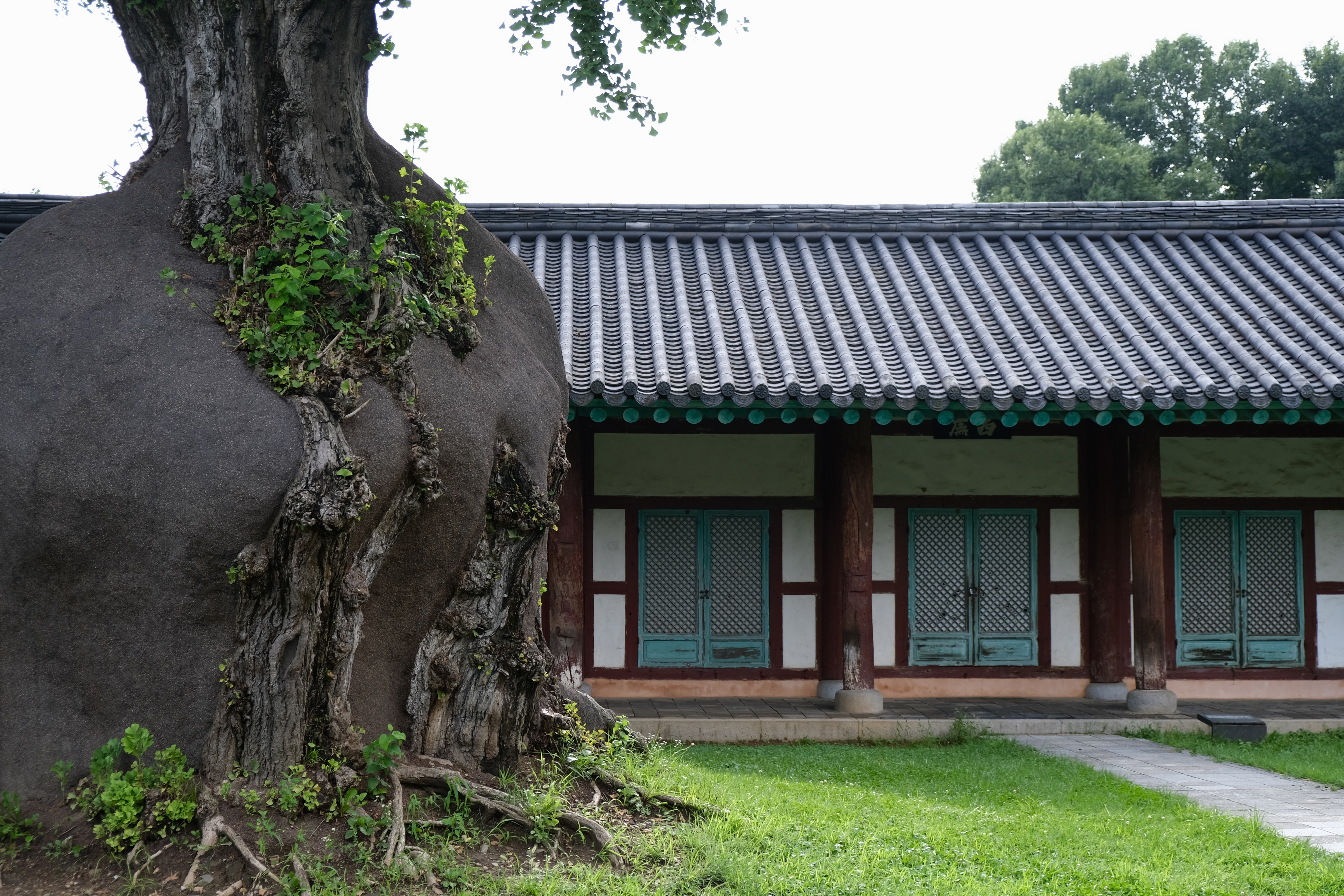
서무
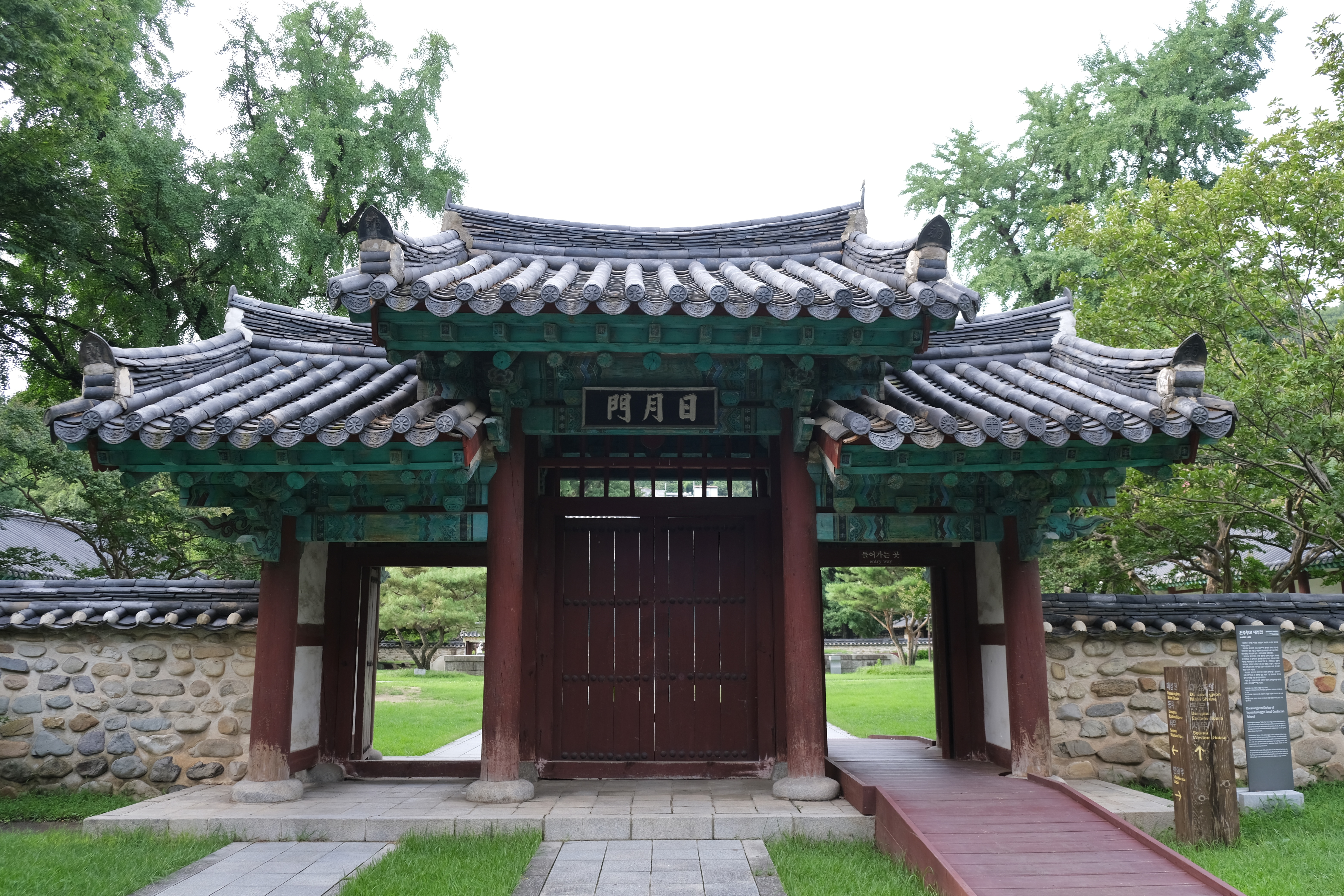
일월문

## 전주향교에서 촬영한 영상물 작품
영화
- 「YMCA 야구단」 (2002년)

드라마
- MBC 드라마 「궁」 (2006년)
- KBS 드라마 「성균관 스캔들」 (2010년)
- KBS 드라마 「구르미 그린 달빛」 (2016년)

## 같이 보기
- 동학농민운동
- 전주한옥마을
- 경기전
- 전주향교 대성전 - 전라북도 유형문화재 제7호
- 전주향교 소장 완영책판 - 전라북도 유형문화재 제204호